# Biomimètica

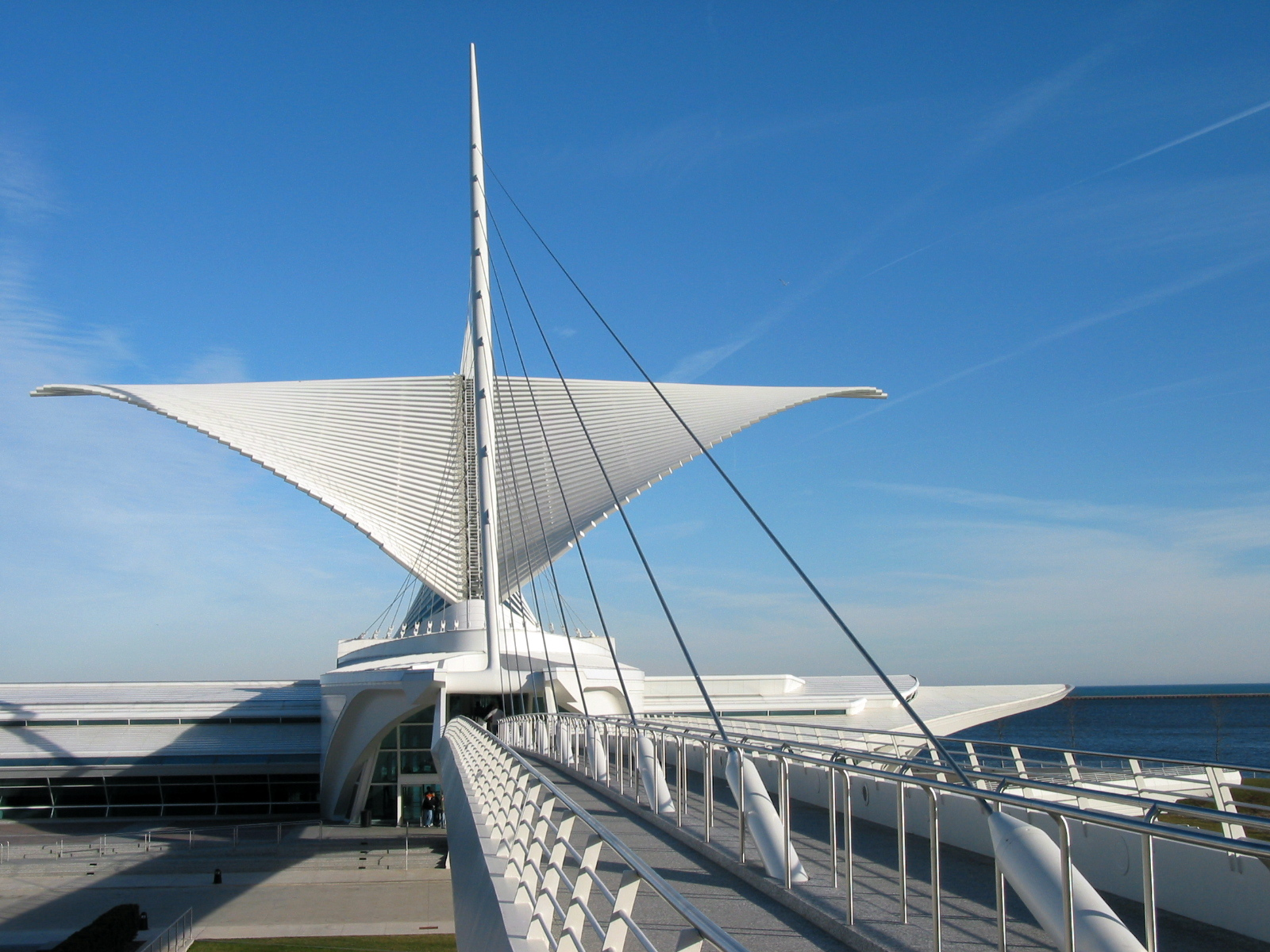
El Pavelló Quadracci des de darrere: una pallona amb les ales desplegades

La biomimètica és l'estudi de l'estructura i la funció de sistemes biològics com a models pel disseny i l'enginyeria de materials i màquines. Sovint es veu com un sinònim de biomimesi i biognosi i similar a disseny inspirat en la biologia.
El terme de biomimètica deriva de les paraules gregues βίος, bios, «vida» i el sufix mimètic, "tenir una aptitud per mimetitzar-se", el segon deriva de l'adjectiu grec μιμητικός, mimetikos, «apte o hàbil per imitar, imitatiu».
La biomimètica va ser encunyada per biofísic Otto Schmitt durant la dècada de 1950. Ho va fer en la seva tesi doctoral que estudiava els nervis d'un calamar tractant de desenvolupar un aparell que repliqués la propagació dels seus nervis. El terme similar, biònic va ser encunyat per Jack Steele el 1960.